# Baron Hawley

Wappen der Barone Hawley

Baron Hawley, of Donsmore in the County of Meath, war ein erblicher britischer Adelstitel in der Peerage of Ireland.

## Verleihung und Erlöschen
Der Titel wurde am 8. Juli 1646 für den englischen Unterhausabgeordneten Sir Francis Hawley, 1. Baronet geschaffen. Dieser war ein Unterstützer König Karls I. und war bereits am 14. März 1644 in der Baronetage of England zum Baronet, of Buckland in the County of Somerset, erhoben worden. Beide Titel erloschen beim kinderlosen Tod seines Urenkels, des 4. Barons, am 19. Dezember 1790.

## Liste der Barone Hawley (1646)
- Francis Hawley, 1. Baron Hawley (um 1608–1684)
- Francis Hawley, 2. Baron Hawley (um 1673–1743)
- Francis Hawley, 3. Baron Hawley († 1772)
- Samuel Hawley, 4. Baron Hawley (um 1719–1790)